# 内生性
内生性（ないせいせい）とは、計量経済学にて使用される用語である。計量経済モデルにおいて、説明変数と誤差項との間に相関があるときに、内生性（endogeneity）があるという。このとき、説明変数は内生的（endogenous）であることになる。説明変数が内生的であれば、推定されたパラメータは一致推定量ではなくなり、推定値は統計学的に信頼されるものとはなりえない。このため、内生性を排除するための対応が必要となる。内生性が生じる要因として、推定誤差（measurement error）、同時性（simultaneity）、欠落変数（omitted variables）、セレクションバイアス（sample selection bias）等の要因が挙げられる。